# Emín Arslán
Emín Arslán (en árabe: أمين أرسلان Amīn Arslān), (13 de julio de 1868 - 9 de enero de 1943) fue un escritor y periodista libanés que se desempeñó como cónsul general del Imperio otomano en las ciudades de Burdeos, Bruselas, París y Buenos Aires. Fue autor de libros y artículos en árabe y en español, además de numerosos artículos periodísticos en francés.
Fue partidario originalmente de las ideas de los Jóvenes Turcos, que procuraban reformar el Imperio Otomano de modo que se restablecieran la Constitución de 1876 y el parlamento y se respetaran los derechos de los ciudadanos y las comunidades nacionales que integraban el Imperio. 
En 1914, desde la capital federal de la Argentina, se enemistó con el partido joven turco (ya en el poder a través del Comité Unión y Progreso) debido a la alianza con el Imperio alemán y la entrada de los otomanos en la Primera Guerra Mundial, que Arslán criticaba duramente.
Fue también uno de los primeros en denunciar el exterminio de los armenios desde las páginas de su revista, La Nota, en agosto de 1915, así como en 1896, desde la prensa europea había denunciado las llamadas masacres hamidianas.
Terminada la Primera Guerra Mundial apoyó inicialmente la conformación del mandato francés sobre Siria y Líbano, pero a medida que fue prolongándose y convirtiéndose, según su opinión, en una forma de colonización corrupta y despótica, adhirió a la idea de la independencia de la Siria histórica, entendida como la superficie comprendida por las actuales Siria, Líbano, Palestina e Israel.

## Orígenes

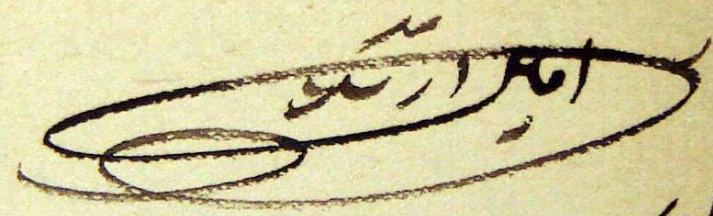
Firma de Emín Arslán en caracteres arábigos.

Nació en Choueifat, en la Gobernación del Monte Líbano del entonces Imperio Otomano, en el seno de una distinguida familia de confesión drusa, cuyos miembros usan hasta hoy el título de “emir”. Estudió en la Yasū‘iyya (escuela de los jesuitas de Beirut) y en la Madrasat al-Ḥikma.

## Carrera política en el Líbano

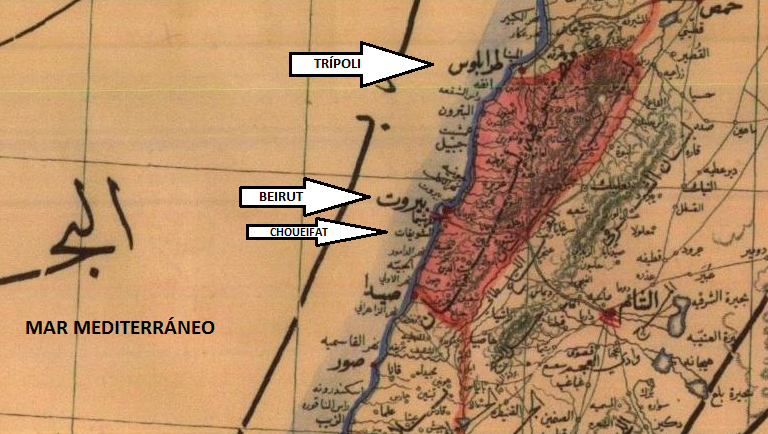
En colorado: "Mutaṣarrifiyya" de Monte Líbano, Provincia de Beirut, en 1893. Las flechas indican las ciudades de Trípoli, Beirut y el lugar natal de Arslán, Choueifat.

Hacia el año 1892 es designado mudīr de la región del Extremo Oeste (Nāḥyat al-Ġarb al-Aqṣā), perteneciente a la Mutaṣarrifiyya de Monte Líbano, ubicada a su vez en la provincia de Beirut. En 1893 renuncia y marcha al exilio tras chocar con la administración otomana, especialmente con el mutaṣarrif Na‘ūm Pāšā (Naúm Pashá), debido a la proximidad de Arslán con las ideas de la Joven Turquía. El 24 de agosto de 1889 había ingresado en una logia masónica perteneciente al Gran Oriente de Francia en el Líbano.

## Exilio en Francia
En 1893 Arslán renuncia a su cargo de mudīr y en compañía de su amigo Salim Sarkís marcha al exilio. Luego de hacer una breve escala en Egipto se instalan en París. Allí, junto con otros árabes partidarios de las ideas de los Jóvenes Turcos fundan el "Comité Turco Sirio". Entran en contacto con Ahmed Rıza, principal dirigente turco de esa misma corriente en el exilio y director del periódico en idioma turco Meşveret. La actividad principal de los exiliados es difundir, desde la prensa europea en general y desde algunos órganos partidarios fundados por ellos, fuertes críticas al régimen del Sultán, al que exigían el fin del despotismo, la restauración de la Constitución otomana de 1876, la reapertura del Parlamento y el reconocimiento de derechos iguales a los ciudadanos y a las comunidades que integraban el Imperio.
Las autoridades otomanas presionaban sobre las de la Tercera República Francesa para intentar que censuraran o limitaran la difusión de los comunicados y órganos del Comité Turco Sirio, que además de circular en Europa ingresaban de forma ilegal dentro de los límites del Imperio Otomano.

### Revista "Kashf an-Niqāb"
Kashf an-Niqāb (كشف النقاب), es decir "el descorrimiento del velo", fue un periódico en árabe editado en París por Emín Arslán y su amigo el escritor y periodista Salim Sarkís. El primer número vio la luz el 9 de agosto de 1894. El último número se publicó el 25 de julio de 1895.
Según Sarkís las autoridades francesas, a instancias de las otomanas, impidieron que esta revista se siguiera publicando en París y ordenaron al encargado del edificio donde estaba su redacción (número 21 de la calle Valette) que informara los nombres de los visitantes.

### Revista "Turkiyā al-Fatāt"
Turkiyā al-Fatāt (تركيا الفتاة) – La Jeune Turquie, es decir "La Joven Turquía", fue una revista quincenal bilingüe, en árabe y francés, editada entre diciembre de 1895 y mediados de 1897 por Emín Arslán y Ḫalīl Ġānim (خليل غانم) en París, en nombre del "Comité Turco Sirio". En la portada se presentaba como "periódico de propaganda política" y abundaba en críticas contra el régimen del sultán Abdul Hamid II.

### Actuación en la prensa de París
En 1896 Arslán escribió cuatro artículos que fueron publicados en La Revue Blanche de París, titulados “Les Affaires de Crète”, “Les Affaires d'Orient”, “Les Troubles de Syrie” y “Les Arméniens à Constantinople”. En este último Arslán se refiere a la toma del Banco Otomano por parte de militantes armenios en Estambul y a la brutal represalia contra la población armenia de la capital. En el artículo se transcribe un comunicado del Dashnaktsutiun y se reprocha a aquellos franceses que critican la toma pese a ser herederos de los que tomaron la Bastilla.
Entre otros intelectuales de la época, Arslán frecuenta a Jules Claretie, que lo nombra en algunas de sus obras. Juntos concurren al congreso de la prensa europea en Estocolmo en 1897.

### La "tregua" con el enviado del sultán
Las actividades de los exiliados en Europa por medio de la prensa causaron gran preocupación en el gobierno otomano, que no ahorraba esfuerzos para neutralizar la acción propagandística y conspiratoria de los opositores.
En mayo de 1896 el embajador otomano en París sobornó a funcionarios franceses para que le permitieran interceptar la correspondencia de Arslán. Las piezas postales y un informe de un oficial de policía de apellido Ducas revelaron por ejemplo que Arslán, en representación del Comité Unión y Progreso, intentaba mediar entre éste y comités armenios para concertar un accionar común.
Aunque no fueran muy numerosos, los exiliados lograban una presencia considerable en los diarios.  Incluso el 29 de enero de 1897 lograron que un comunicado se publicara en el Boletín Oficial del Reino de Italia, dirigido a “las seis potencias firmantes de los tratados de París y Berlín”, firmado entre otros por “Murād Bey, delegado general de la Joven Turquía; Ḫalīl Ġānim, ex diputado por Siria al parlamento turco; Ahmed Rıza Bey; el Emir Emín Arslán; H. Anthony Salmoné”, etc., en representación del “partido de las reformas generales en Turquía”. En el comunicado se reprochaba al régimen del Sultán la falta de ejecución de las reformas prometidas al pueblo y a las demás potencias de Europa veinte años antes. Describía al régimen otomano como signado por “pérdidas territoriales, estragos, miseria, abatimiento moral y ruina material”.
El gobierno otomano finalmente envió a un hombre de la mayor confianza del Sultán, Ahmed Cemâluddîn, con la misión de ponerse en contacto con los opositores y ofrecerles una amnistía general a los presos políticos, el reingreso a los puestos oficiales que hubieran desempeñado los exiliados y el restablecimiento de la constitución. A cambio, la Sublime Puerta exigía el fin de la campaña opositora en Europa.
Arslán sostiene en sus memorias que inicialmente se opuso al acuerdo a pesar de que parte de su familia se beneficiaría con la amnistía prometida. Luego propuso dejarlo en suspenso hasta tanto Estambul mostrara el cumplimiento de su parte del acuerdo, cosa que Cemâluddîn rechazó. Finalmente Arslán accedió, logrando ser nombrado cónsul en Europa para evitar quedar dentro del alcance del Sultán en caso de que éste se arrepintiera y optara por recurrir a represalias.
Las promesas del Sultán fueron cumplidas con excepción del restablecimiento de la constitución, que debió esperar hasta la revolución de 1908.

## Consulado general en Bélgica
A raíz de la “tregua” de 1897, Emín Arslán es nombrado cónsul del Imperio Otomano primeramente en Burdeos (un cargo que probablemente no haya llegado a asumir) y luego cónsul general en Bruselas, donde ejerció funciones hasta 1908. 
Durante su estadía en Bélgica traba amistad con intelectuales como el escritor y periodista Roland de Marès (1874 – 1955), director del diario L'indépendance belge, y Ernest Nys, jurista especializado en Derecho Internacional.
A pesar del ingreso a la burocracia otomana Arslán mantiene su posición crítica frente al régimen y publica algunos cuestionamientos a través de la prensa en inglés. 
En 1903 muere en Bruselas el príncipe Dāmād Maḥmūd, fuerte opositor al régimen de Abdul Hamid II y vinculado con los Jóvenes Turcos. El embajador otomano encarga a Arslán que selle el domicilio del difunto y confeccione un inventario de su contenido, oportunidad que aprovecha para hacer desaparecer documentación que ponía en peligro a partidarios de los Jóvenes Turcos.
La única novela que escribió Arslán en castellano, "Final de un idilio", está ambientada en Bruselas poco antes de la Primera Guerra Mundial y trata de la relación entre Van Doren, un aristócrata oficial del ejército belga y la joven Riette, de origen más humilde. La primera de sus cuatro ediciones data de 1917.

## Revolución de los Jóvenes Turcos: Estambul

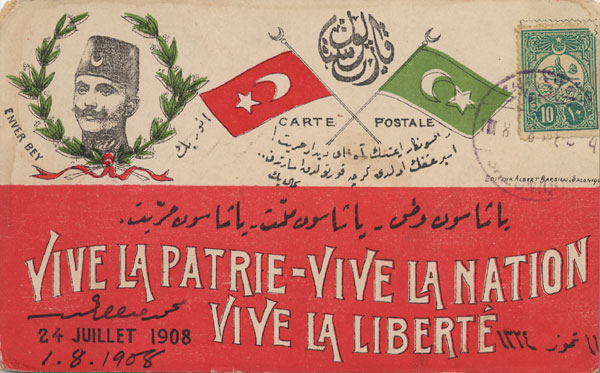
Tarjeta postal sobre la nueva constitución del 24 de julio de 1908, escrita en griego, en turco otomano y en francés. El retrato es de "Enver Bey", luego conocido como Enver Pashá. Al principio, la revolución despertaba grandes expectativas en las comunidades minoritarias del Imperio Otomano.

En agosto de 1908 Arslán renunció como cónsul general del Imperio Otomano en Bélgica y viajó a Estambul con el objeto de tomar parte en los acontecimientos políticos que habían comenzado un mes antes, con la Revolución de los Jóvenes Turcos. Estos habían tomado el gobierno pero sin deponer al Sultán Abdul Hamid II, una decisión que Arslán lamenta en sus memorias.
Durante el contragolpe de abril de 1909, tras cuyo fracaso el Sultán es depuesto y reemplazado por Mehmed V, un primo hermano de Arslán llamado Muḥammad Muṣṭafā Arslān, diputado por Latakia, cae abatido frente al Parlamento. Emín debe ocuparse de recuperar el cadáver y arreglar su transporte a Beirut. El diario francés Gil Blas publica el jueves 15 de abril de 1909, en su segunda página, que "el Emir Arslán, diputado por Latakia" ha sido asesinado frente al Parlamento, por lo cual en Europa se da erróneamente por muerto a Emín.

## Cónsul general en París
Hacia 1910 y por pocos meses Emín Arslán se desempeña como cónsul general del Imperio Otomano en París.
En sus escritos autobiográficos Arslán sostiene que buscó un destino alternativo a pesar de que el puesto era muy codiciado, sin precisar las razones por las cuales no quería permanecer en ese destino. En todo caso, el superior inmediato de Arslán era el embajador Na‘ūm Pāšā, que había sido mutaṣarrif de Monte Líbano mientras Arslán era mudīr de su localidad natal en 1893 y con quien no había tenido buenas relaciones.
Enterado del reciente establecimiento de relaciones consulares entre el Imperio Otomano y la República Argentina, Arslán pide y logra el traslado a este último país.

## Buenos Aires

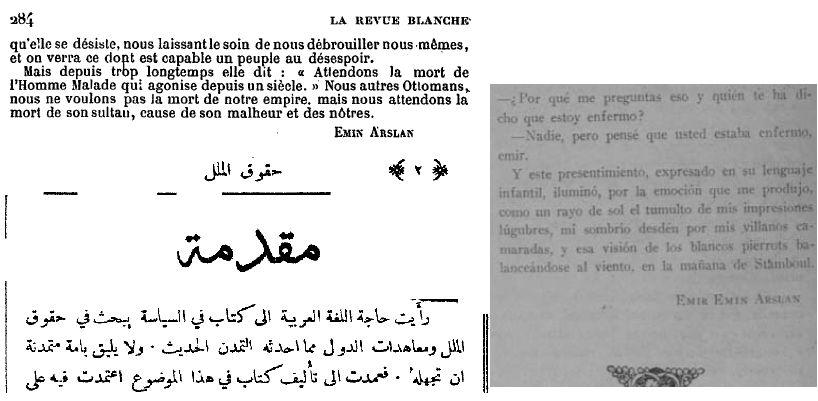
Muestra de los tres idiomas en que publicó el Emir Emín Arslán. Arriba, en francés, en la Revue Blanche (1896). Abajo a la izquierda, en árabe, introducción a su tratado sobre Derecho Internacional. A la derecha, fragmento de un artículo en La Nota, 1916. También estudió turco, pero no dejó escritos en ese idioma.

### Cónsul general del Imperio Otomano
El 11 de junio de 1910, el Imperio Otomano y la República Argentina firmaron en Roma un protocolo de relaciones consulares. Intercambiaron cónsules sin esperar a que dicho protocolo fuera aprobado por los respectivos parlamentos (la aprobación argentina se produciría por ley 8184, aprobada recién el 2 de septiembre de 1911).
El Emir Emín Arslán fue el primer y único cónsul que el Imperio Otomano habría de designar ante la República Argentina, antes de encomendar su representación al cónsul general del Imperio alemán.
Arslán llegó al puerto de Buenos Aires el 29 de octubre de 1910 a bordo del vapor Chili, de la compañía naviera francesa Messageries Maritimes. El buque provenía de Burdeos; pero Arslán lo había abordado en Lisboa, ya que al terminar sus funciones como cónsul general en París había viajado a España. En el momento de embarcar se vivían en Portugal las tensas horas de la caída de la monarquía.
Antes de llegar a Buenos Aires, el Chili hace escala en Río de Janeiro, donde llegan al barco diarios argentinos de las semanas anteriores. Otros pasajeros comentan a Arslán que en el Senado argentino se ha cuestionado a la “colonia siro-otomana”, es decir la colectividad de habla árabe, entre otras razones por estar supuestamente integrada por vendedores ambulantes en lugar de agricultores, es decir por elementos poco útiles. Frente a esta posición, sostenida por el senador bonaerense Manuel Láinez, había salido en defensa de los inmigrantes el senador riojano Joaquín V. González. La sesión había sido el 12 de septiembre de 1910. Arslán llega a Buenos Aires el 29 de octubre ya enterado de la situación, por lo que en sus primeros reportajes anticipa al periodismo que uno de los objetivos de su gestión será encauzar a la colonia otomana hacia la agricultura. Días después visita al senador González para agradecerle su posición en el Senado. Se hace acompañar por un traductor, que resulta innecesario pues tanto Arslán como Joaquín V. González hablaban fluidamente el francés. Comienza entonces una amistad que sólo terminará con el fallecimiento de González en diciembre de 1923.
Había llegado a la Argentina sin conocer el idioma español, por lo que al principio fue asistido por Wadi Schamún, editor propietario del periódico Assalam, en sus funciones. Al poco tiempo, publica en castellano sus primeros artículos en la revista Caras y Caretas e inicia la escritura de la novela "Final de un idilio". En la "dedicatoria al general Roca" con que empieza la novela, Arslán revela que redactó partes del libro en la Estancia La Larga, perteneciente a Roca. El entonces expresidente de la Nación falleció en 1914 antes de que pudiera concretarse una segunda visita a la estancia. La primera edición de la novela se publicaría en 1917.
Durante sus funciones como cónsul general publica en la Revista Argentina de Ciencias Políticas, dirigida por Rodolfo Rivarola, los siguientes artículos: “La joven Turquía y Europa” (t. II, p. 200-215, 1911), “La Tripolitania” (t. III, p. 177-187, 379-390, 1911) e “Historia diplomática de la Europa Balcánica” (t. VI, p. 635-666, 1913).

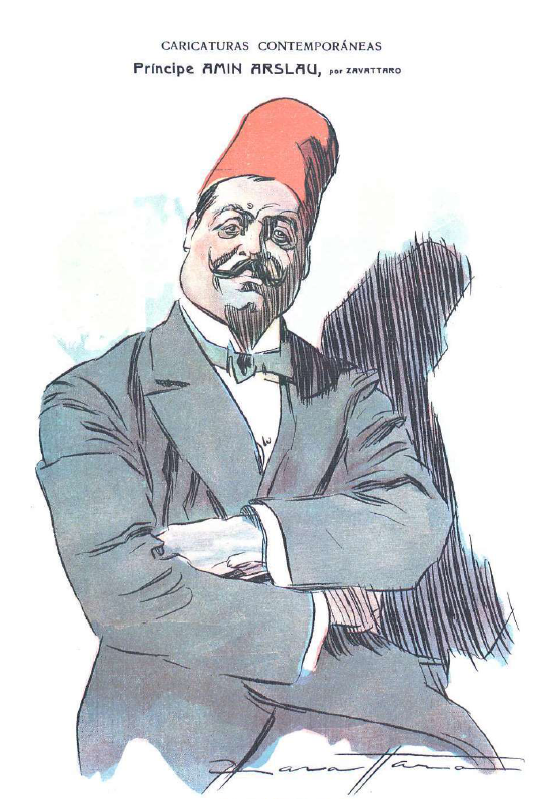
Arslán por Zavattaro en Caras y Caretas del 12 de noviembre de 1910, página 68, días después de su arribo a Buenos Aires. Al pie de la caricatura dice: "Hace unos días que vino acá // y de este modo, con su llegada // ya está Turquía representada // ¡gracias a Alá!"

### Fin del consulado en Buenos Aires y condena a muerte en ausencia
Arslán se opone fuertemente a la entrada del Imperio Otomano en la Primera Guerra Mundial, por lo que su relación con Estambul se torna insostenible hacia fines de 1914.
El Imperio Otomano decide encomendar sus relaciones consulares con la República Argentina al cónsul general del Imperio Alemán, Rodolfo Bobrik. Este reclama entonces a Arslán que le entregue toda la documentación del consulado otomano en Buenos Aires, pero aquel manifiesta que no ha recibido ninguna notificación oficial del Gran Visir que le permita nada menos que entregar el consulado a un funcionario extranjero. El cónsul alemán lleva el reclamo hasta la Corte Suprema de Justicia de la Nación, que entiende en la causa con jurisdicción originaria y exclusiva por tratarse de un pleito entre agentes diplomáticos extranjeros. La Corte falla finalmente en favor de Bobrik.
En junio de 1916, a través de la revista literaria La Nota, fundada y dirigida por él mismo, Arslán reflexiona sobre la condena a muerte en ausencia que se le ha dictado en el Imperio, tras declararlo “firārī”, es decir prófugo o rebelde. Los compañeros de la redacción le organizan un desagravio en una cantina llamada "Ferrari".

### Fundación y dirección de la revista La Nota
El 14 de agosto de 1915 se publicó el primer número del semanario La Nota, fundada por Emín Arslán y dirigida por él hasta el número 272. Durante 1916 se desempeñó como jefe de redacción el escritor Carlos Alberto Leumann. Se publicaron 312 ediciones, hasta 1921.
Fue una de las revistas literarias más importantes de su época: 
- La Nota es una revista literaria de imprescindible consulta: basta recordar a quienes colaboraron con trabajos inéditos, comentarios bibliográficos, crítica de arte, música y teatro. Colaboradores permanentes fueron Emilio Becher, Juan Pablo Echagüe, Martín Gil, José Ingenieros, Leopoldo Lugones, Ricardo Rojas, José E. Rodó, Eduardo Talero, Manuel Ugarte, Joaquín de Vedia, Joaquín V. González, Alfredo L. Palacios, Franciso Grandmontagne, Víctor Pérez Petit. Cumpliendo con los propósitos enunciados en el primer número, las páginas de La Nota fueron una tribuna abierta “a todos los intelectuales del Río de la Plata”. En incompleta reseña, citaremos aquí algunos nombres: Charles de Soussens, Arturo Marasso, Carlos Ibarguren, Fernández Moreno, Carlos A. Leumann, Ataliva Herrera, Julio V. González, Enrique Banchs, Arturo Capdevila, Alfonsina Storni, Evar Méndez, Mario Bravo, Alfredo R. Bufano, Alberto Mendióroz, José Gabriel, Pablo Rojas Paz, Alberto Gerchunoff, Juan Carlos Dávalos, Ricardo Güiraldes, Roberto Mariani, Antonio Herrero, Ricardo E. Molinari y Enrique Méndez Calzada.[26]
- Recordemos que en sus páginas firmaban como colaboradores figuras de indudable valor y prestigio en el ámbito de la cultura argentina e hispanoamericana; destacamos, entre otros, a José Ingenieros, Joaquín V. González, Leopoldo Lugones, Carlos López Buchardo, Ricardo Rojas, José Enrique Rodó, Francisco Sicardi, Joaquín de Vedia, Juan Zorrilla de San Martín y Rubén Darío.[27]

La Nota, cuya publicación abarca gran parte de la Primera Guerra Mundial tenía un tono fuertemente hostil hacia la posición alemana. Por ejemplo, el poema "Apóstrofe", de Almafuerte, una verdadera diatriba contra el emperador Guillermo II, apareció en dos oportunidades diferentes: los días 15 de enero y 5 de febrero de 1916 (números 23 y 26, año II).
En esta revista publicó muchos de sus primeros trabajos en poesía y en prosa Alfonsina Storni a partir de 1916. Fue colaboradora permanente entre el 28 de marzo y el 21 de noviembre de 1919. Entre otros, publicó los poemas “Convalecer” y “Golondrinas”.
Miguel de Unamuno, en una carta a Pedro Jiménez Ilundain, del 20 de febrero de 1916, escribió: "Leo bastante y escribo algo, casi todo sobre la guerra, especialmente para la Argentina, en La Nación y en La Nota (¿conoce usted este semanario?)" . También calificó a La Nota como "una revista interesante, y francamente germanófoba".

### Adopción de la nacionalidad argentina
En 1921, producida la desintegración del Imperio Otomano, Arslán adoptó la nacionalidad argentina, algo que ya tenía en mente mientras se desarrollaba la Primera Guerra Mundial. Según explicó:
(...) ya había resuelto retirarme de la política y residir en la Argentina hace siete años. La razón es muy sencilla y la expresé al Gran Visir en mi memorando citado: era que, tanto si triunfaba Alemania como si era derrotada, nosotros seríamos los derrotados. Puesto que nuestra victoria nos convertiría en sus subalternos y su derrota habilitaría el desmantelamiento de nuestra unidad para convertir nuestro país en un conjunto de colonias. Y que yo antes que ser súbdito de una colonia prefería ser ciudadano de un estado respetado, especialmente si estaba dotado de una posición tan ilustre como el estado argentino.

### Fundación y dirección de la revistaEl Lápiz Azul

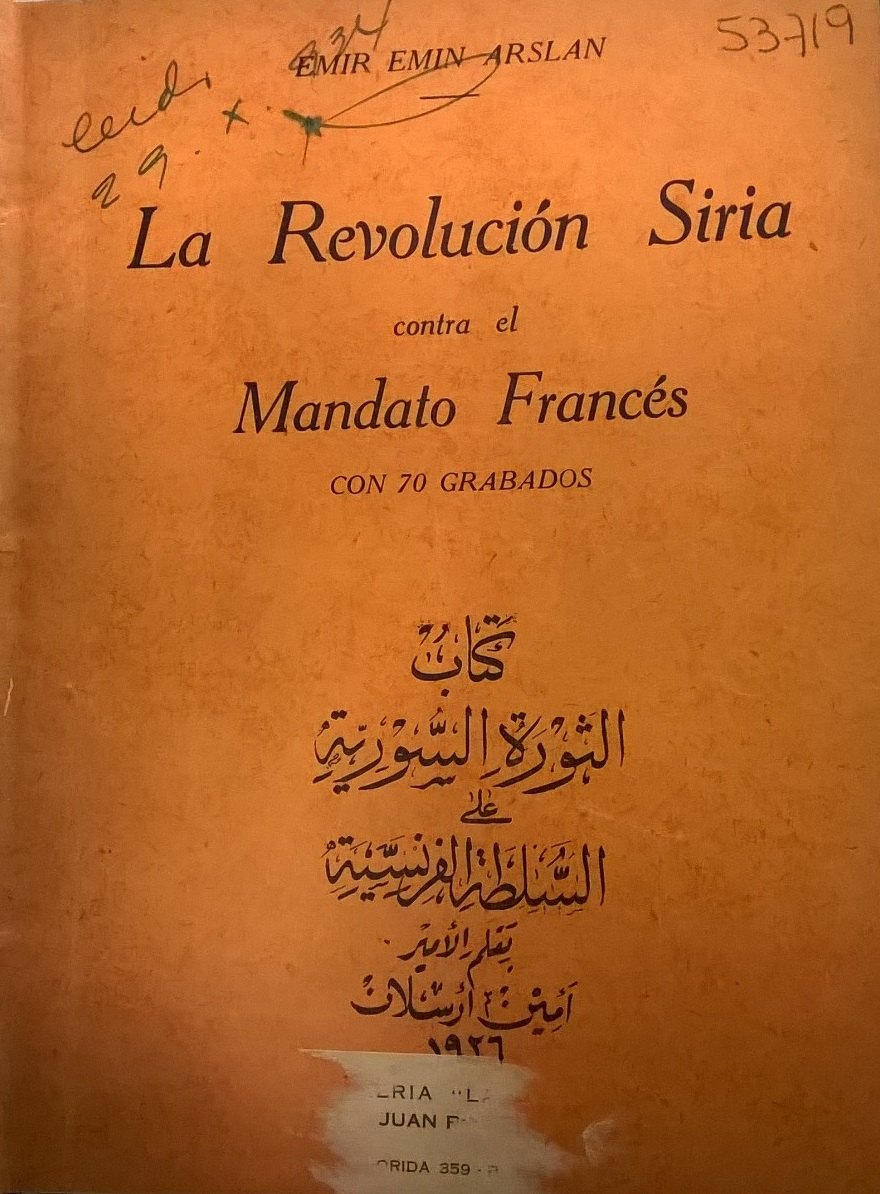
La Revolución Siria contra el Mandato Francés (edición de autor, Buenos Aires, 1926).

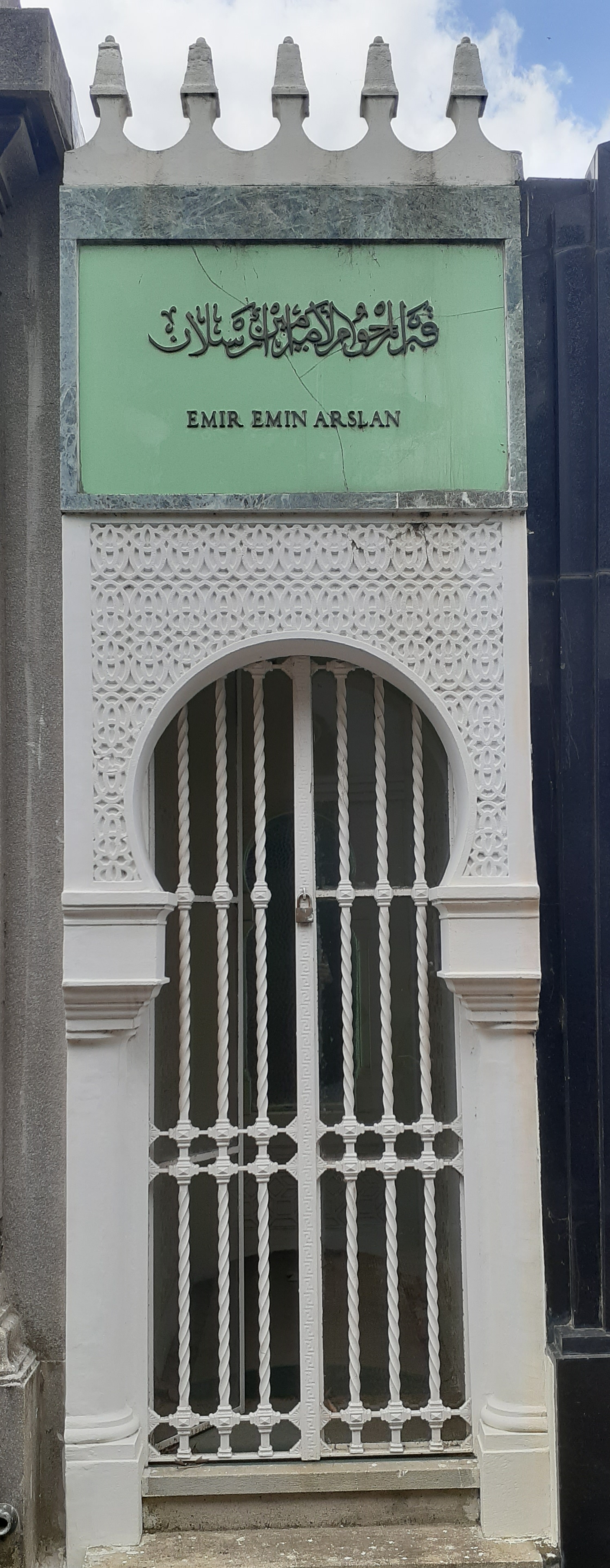
Mausoleo del Emir Emín Arslán, Cementerio de la Chacarita.

En 1925 Arslán fundó la "revista semanal humorística, política y literaria" El Lápiz Azul. Su secretario de redacción era el docente y escritor Celso Tíndaro (pseudónimo de Pedro B. Franco, 1894 - 1947). Se publicaron 47 números, entre mayo de 1925 y mayo del año siguiente. Incluyó colaboraciones de Leopoldo Lugones, Alberto Williams, Eugenio d'Ors y Eduardo Acevedo Díaz.

### Fundación y dirección de la revista al-Istiqlal
En junio de 1926 Arslán fundó el periódico Al-Istiklal (الإستقلال), es decir La Independencia, cuyo texto salía enteramente en idioma árabe, aunque parte de los avisos comerciales estaban en español. Desde sus páginas defendía la independencia de Siria frente al mandato francés. Representaba una respuesta política e intelectual a la convulsión causada por la Gran Revolución Siria.
Siguió publicando este medio hasta su muerte en enero de 1943.

### Fundación de la Sociedad Drusa de Beneficencia
En 1926 Arslán fundó la Sociedad Drusa de Beneficencia, hoy conocida como Asociación de Beneficencia Drusa. La institución conserva en su sede libros que fueron propiedad del fundador.

## Reconocimientos
Es necesario insistir sobre la originalidad de este autor en el contexto argentino de las primeras décadas del siglo XX. Arslán aporta una mirada genuina y testimonial que ilumina ciertos aspectos de la vida oriental. Este es un hecho único para la época. Es el primer escritor musulmán popularmente reconocido, en un segmento inmigratorio que aún no contaba con figuras públicas visibles. Aunque muchos de sus escritos son discutibles en sus aspectos históricos y políticos, tienen el valor insoslayable de haber militado por el debate público en torno a sucesos orientales que hasta entonces fueron solo ocasionales entre la élite letrada nacional ―pensemos en Estrada o en Capdevila―, pues el conocimiento de los mismos era amateur e incompleto (…) Su educación y cultura privilegiada lo situaron pronto en el centro del universo cultural argentino de aquellas décadas, oficiando de nexo vital entre su identidad cultural de origen y el país que lo recibe. Pero su persona y su pluma no pueden reducirse a un único sustrato cultural, sus sedimentos intelectuales eran múltiples y complejos: druso, libanés, musulmán, turco, francófilo, versado en la cultura europea universal, americano por adopción, etcétera. La suma de todos estos elementos era mucho más que el aporte cultural de cada uno de estos componentes por separado. Fueron todos factores indispensables para comprender su gran curiosidad intelectual, viva y en ebullición, marcadamente libre y cosmopolita. Su elevada educación bifronte, oriental y europeísta, facilitó su incorporación al medio intelectual argentino.
Axel Gasquet

## El Emir Arslán en la cultura popular

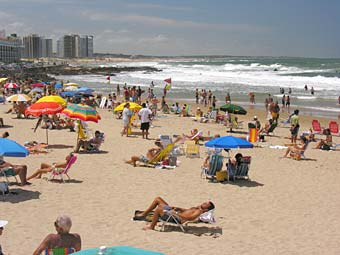
La Playa El Emir, en Punta del Este, debe su nombre al Emir Emín Arslán

- El Emir Arslán aparece como personaje del cuento fantástico “El puñal”, de Leopoldo Lugones, que integra el volumen “Cuentos fatales” (1924).
- Es retratado, en forma mayormente ficcional, en un episodio de la historieta "Roma & Lynch”, de Lautaro Ortiz y Pablo Tunica, publicada en la Revista Fierro.[40]
- Arslán comenzó a veranear en el balneario uruguayo de Punta del Este poco después de su llegada al Río de la Plata, en 1910. En 1920 encomendó al arquitecto francés Eduardo Le Monnier la construcción de una casa rústica, de una planta, hecha en piedra y con techos de paja, que denominó “La Chaumière”. Se encontraba en la “Manzana 26, lotes b, c, d y e” de dicha localidad. La Manzana 26 (Zona Censal 206) está rodeada por las actuales calles Muergos, Los Arrecifes, Resalsero y Rambla General Artigas. Hasta la actualidad la playa contigua se denomina “El Emir”.[41]

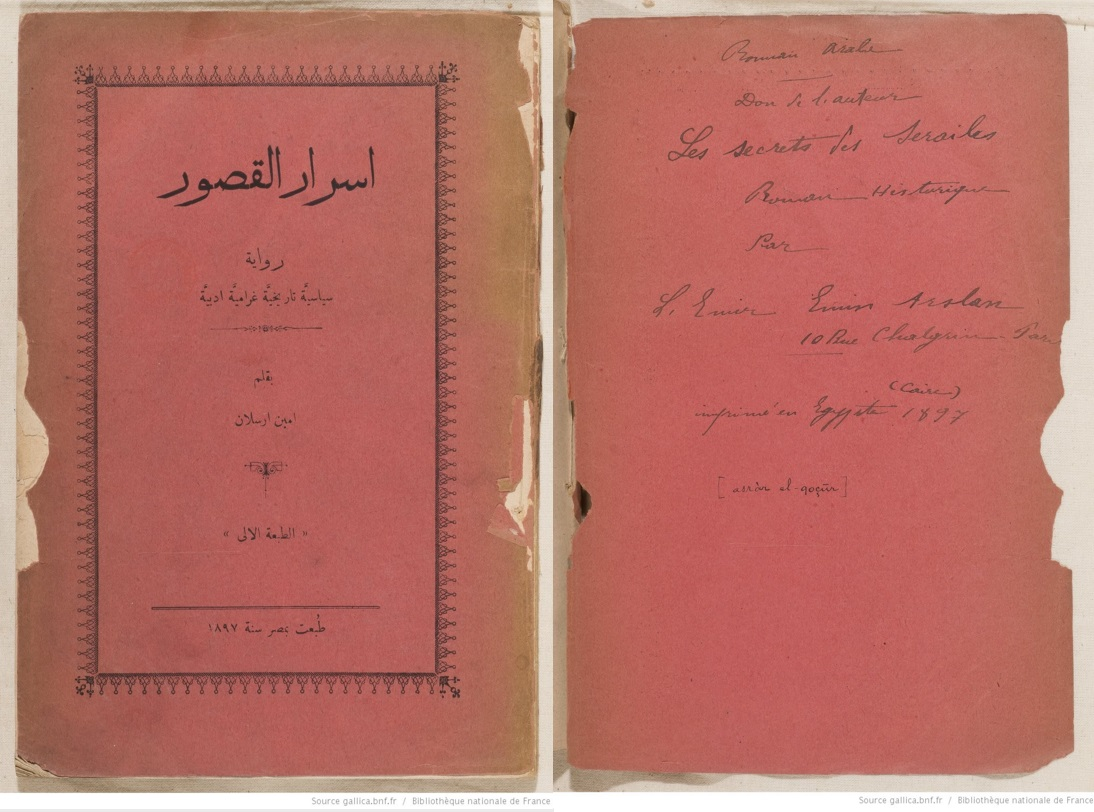
Los secretos de los palacios (El Cairo, 1897). Ejemplar donado por Arslán a la Biblioteca Nacional de Francia.

## Obras
- Historia de Napoleón I (en árabe), 1892
- Los secretos de los palacios (en árabe), 1897;[42] traducido al español en 2023.[43]
- Derechos de las naciones y convenios de los estados (en árabe), 1900[44]
- La verdad sobre el harem (en español), 1916
- Final de un idilio (en español), 1917
- Recuerdos de Oriente (en español), 1918
- La revolución siria contra el mandato francés (en español), 1926
- Memorias (en árabe), 1934
- Misterios de Oriente (en español), 1935
- La verdadera historia de las desencantadas (en español), 1935
- Los Árabes, reseña histórico-literaria y leyendas (en español), 1941

### Obras inéditas

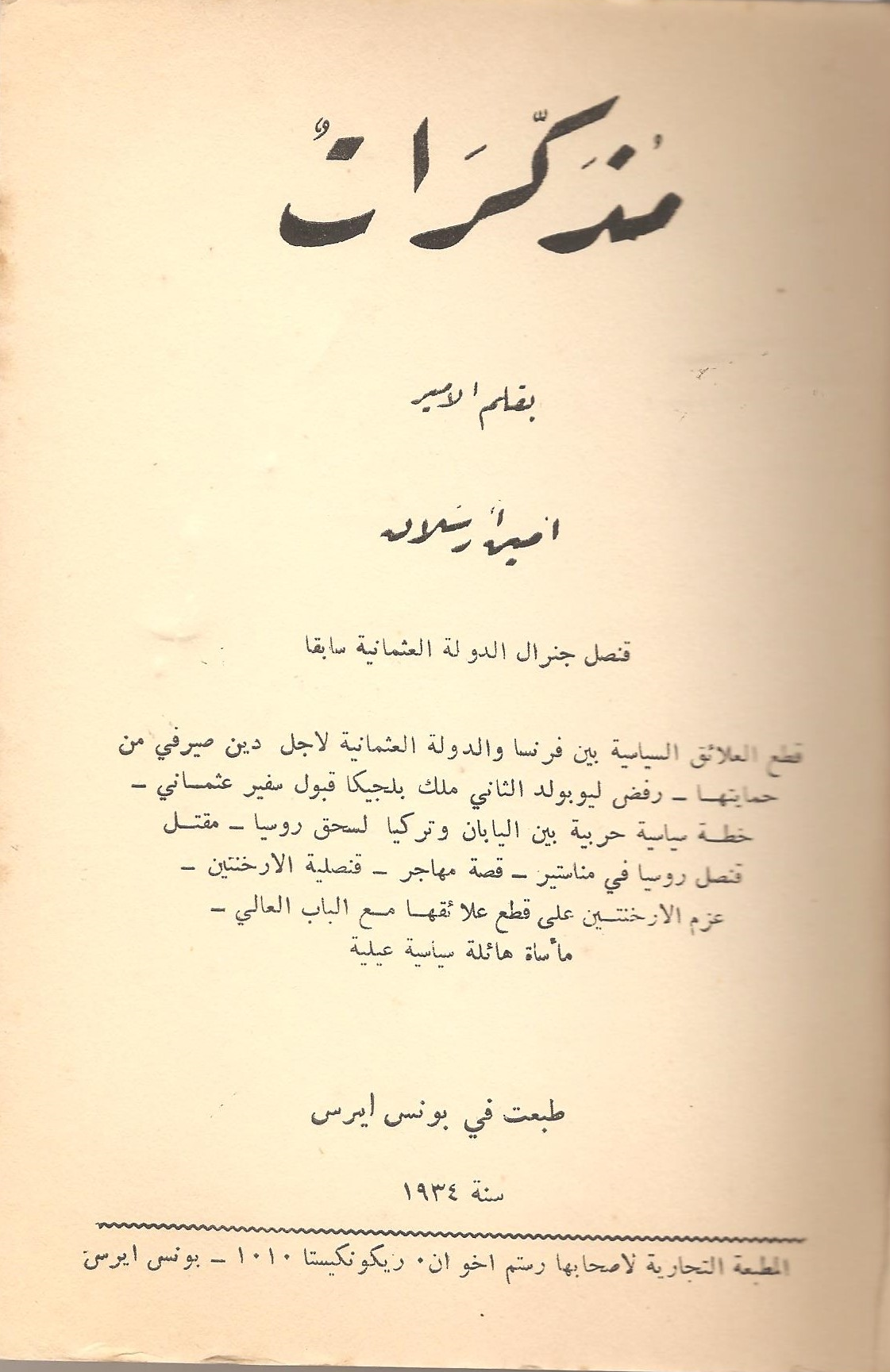
Portada de las "Memorias" de Emín Arslán, edición de autor, Buenos Aires 1934

En distintas ediciones de las obras de Arslán se enumeran obras teatrales inéditas, que están perdidas:
- La sultana (en 4 actos)
- El Libertador (la vida de San Martín, un prólogo y 4 actos).
- El amor en la diplomacia (3 actos)
- Estaba escrito (3 actos)